# إسرائيل ويلسون دورهام
إسرائيل ويلسون دورهام هو سياسي أمريكي، ولد في 24 أكتوبر 1855 في فيلادلفيا في الولايات المتحدة، وتوفي في 28 يونيو 1909. نشط حزبياً في الحزب الجمهوري. وقد انتخب عضو مجلس ولاية بنسيلفانيا ‏.